# یواس‌اس متیوییر (دی‌یی-۵۸۲)
یواس‌اس متیوییر (دی‌یی-۵۸۲) (به انگلیسی: USS Metivier (DE-582)) یک کشتی بود که طول آن ۳۰۶ فوت (۹۳ متر) بود. این کشتی در سال ۱۹۴۴ ساخته شد.